# Strawczyn
Pour les articles homonymes, voir Strawczyn (homonymie).
Strawczyn est un village de la voïvodie de Sainte-Croix et du powiat de Kielce. Il est le siège de la gmina de Strawczyn et comptait environ 1 000 habitants en 2006.